# Ruta del emigrante en Wyoming
La ruta del emigrante en Wyoming es el nombre con el que se conoce el camino seguido conjuntamente por tres de las históricas rutas por tierra de migración al Oeste de Estados Unidos —la ruta de Oregón («Oregón Trail»), la ruta de California («California Trail») y la ruta Mormón («Mormon Trail»)— a través del ahora estado de Wyoming, una ruta que se extendía unos 640 km (400 millas). La ruta provenía del actual estado de Nebraska y se adentraba en Wyoming por su frontera oriental, cerca de la actual ciudad de Torrington, saliendo por la frontera occidental, cerca de las ciudades de Cokeville y Afton. Las tres rutas seguían el mismo camino a través de la mayor parte del estado, separándose la ruta Mormón en Fuerte Bridger, para entrar en Utah, mientras que las rutas de Oregón y California seguían por Idaho.
Entre 1841 y 1869, la ruta fue utilizada por colonos, ganaderos, agricultores, mineros y hombres de negocios que emigraban al Oeste y que viajaban en caravanas, carretas, carros, reatas, a caballo o a pie. Tres fueron los motivos principales: la colonización del Pacífico Noroeste o territorio de Oregón, la emigración mormona al valle de Lago Salado y la fiebre del Oro de California.
Se estima que de 350.000 a 400.000 colonos viajaron por el camino atravesando Wyoming entre 1841 y 1868, cuando entró en servicio el primer ferrocarril transcontinental.

## Contexto histórico

Compra de la Luisiana (1803).

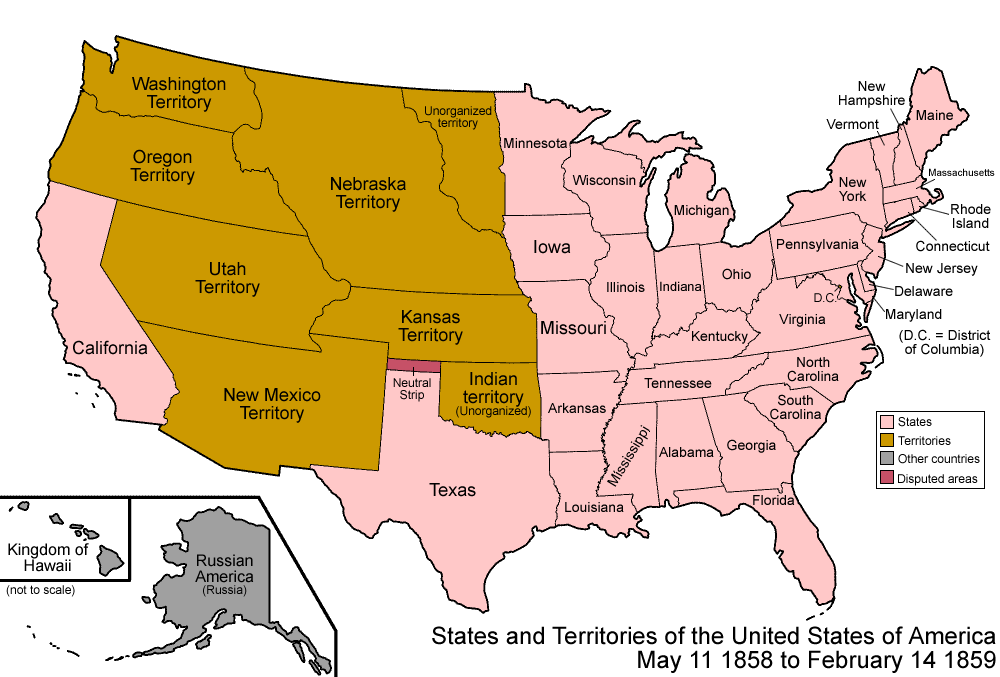
Territorio de Nebraska/Kansas (1858).

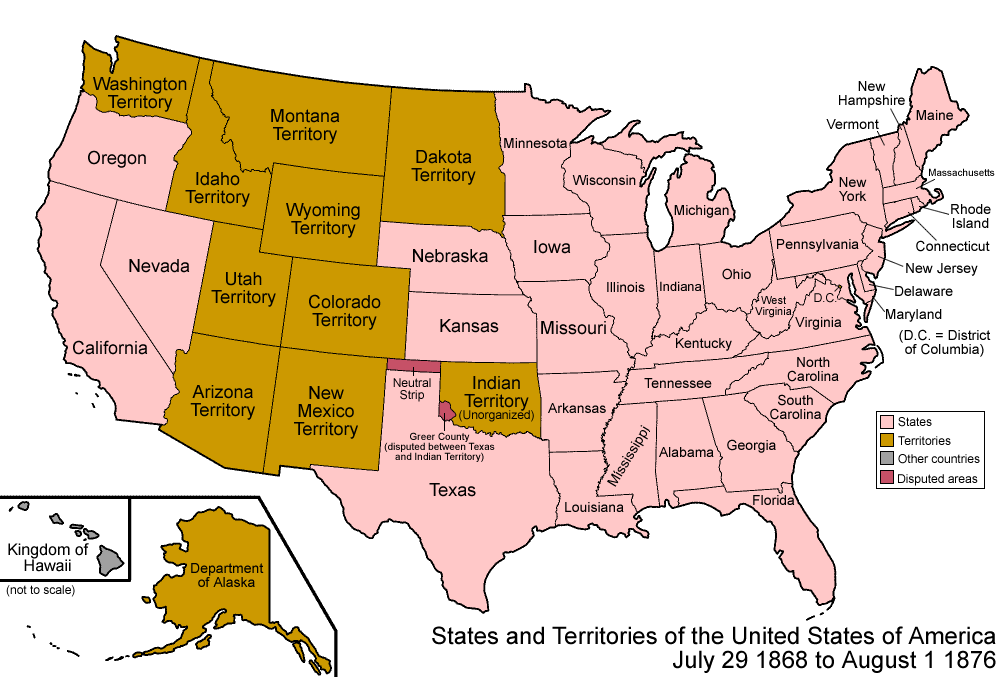
Territorio de Wyoming (1876).

En 1804, los Estados Unidos realizaron la compra de la Luisiana a los franceses, y eso despertó un nuevo interés en la expansión hacia la costa Oeste. Unas pocas semanas después de realizar la compra, el presidente Thomas Jefferson, un convencido de esa expansión, realizó las gestiones para que realizar una expedición hacia ese territorio. El fin era estudiar las tribus nativas, el terreno, la botánica, geología y vida silvestre en la región, así como evaluar la potencial interferencia que podían ejercer los cazadores y tramperos británicos y francocanadienses, ya asentados en la zona. Jefferson eligió al capitán Meriwether Lewis para dirigir esa expedición bien conocida como la Expedición de Lewis y Clark.
En mayo de 1812, el gobierno federal creó el Territorio de Misisipi, que incluía la parte oriental del actual Wyoming, la parte situada al este de la cordillera de la Divisoria continental de las Américas. Tras el Tratado de Oregón de 1846 —por el que el Reino Unido retenía todos los territorios al norte del paralelo 49°N, ahora con el nombre de Columbia Británica— y después de finalizar la Intervención estadounidense en México con el tratado de Guadalupe Hidalgo, en agosto de 1848 se organizó el territorio de Oregón, que comprendía entre los paralelos 42° y 49° Norte y como límite oriental la cordillera Divisoria de Aguas. En mayo de 1854 se organizaronn los territorios de Kansas y Nebraska, y la parte al este de la divisoria continental de Wyoming quedó dentro de Nebraska. Luego la parte meridional perteneció al territorio de Nebraska, en 1863 todo Wyoming pasó a integrar el territorio de Idaho y, tras varios cambios más, a partir de 1868, y hasta su ingreso a la Unión, se estableció el Territorio de Wyoming, con iguales límites a los del moderno estado de Wyoming y con Cheyenne como capital territorial.
Los primeros en usar la ruta fueron, hacia 1820, los comerciantes de pieles, seguidos luego por misioneros, expediciones militares y algunos grupos civiles a partir de la década de 1830. La teoría del llamado Destino Manifiesto impulsó la colonización de las tierras de la costa del océano Pacífico, para asentarse en el territorio de Oregón, primero de forma aislada y a partir de la conocida como La Gran Migración de 1843 o la «Caravana de 1843», en caravanas organizadas, en la que se estima que de 700 a 1000 emigrantes partieron hacia Oregon y California. A partir de ese año varias caravanas organizadas partían con la primavera todos los años. 
En 1847 los mormones comenzaron también a emigraron hasta el Valle del Lago Salado, en lo que es hoy el Estado de Utah. Se inició en abril de 1847, con la conocida como Compañía de vanguardia de 1847 y los años que siguieron miles de mormones comenzaron a recorrer la rutaa, estimándose que unas 70.000 personas realizaron el viaje hasta la llegada del ferrocarril.
La ruta alcanzó su clímax con el descubrimiento de oro en California en 1848, en ese momento todavía perteneciente a México. El goteo de emigrantes se convirtió en una avalancha, el mismo año en que los EE. UU. adquirieron el Suroeste en el Tratado de Guadalupe Hidalgo y tras el anuncio público del descubrimiento por el presidente James K. Polk, a finales de 1848.
Una vez que el primer ferrocarril transcontinental —construido por la Union Pacific y la Pacific Central— se terminó en 1869, el uso de la ruta por los viajeros de gran distancia disminuyó rápidamente, mientras el tráfico ferroviario aumentaba, aunque la ruta siguió siendo usada para el transporte de grandes rebaños de ganado. En 1883 el Ferrocarril del Pacífico Norte (Northern Pacific Railway) llegó a Portland, y con él desaparecieron las razones para seguir la ruta hacia el Oeste. 
Entre 1841 y 1869, la ruta fue utilizada por colonos, ganaderos, agricultores, mineros y hombres de negocios que emigraban al Oeste a lo largo de la ruta que atravesaba Wyoming, una ruta recorrida en caravanas, carretas, carros, reatas, a caballo o a pie.

## Etapas de la ruta

### Río Platte Norte

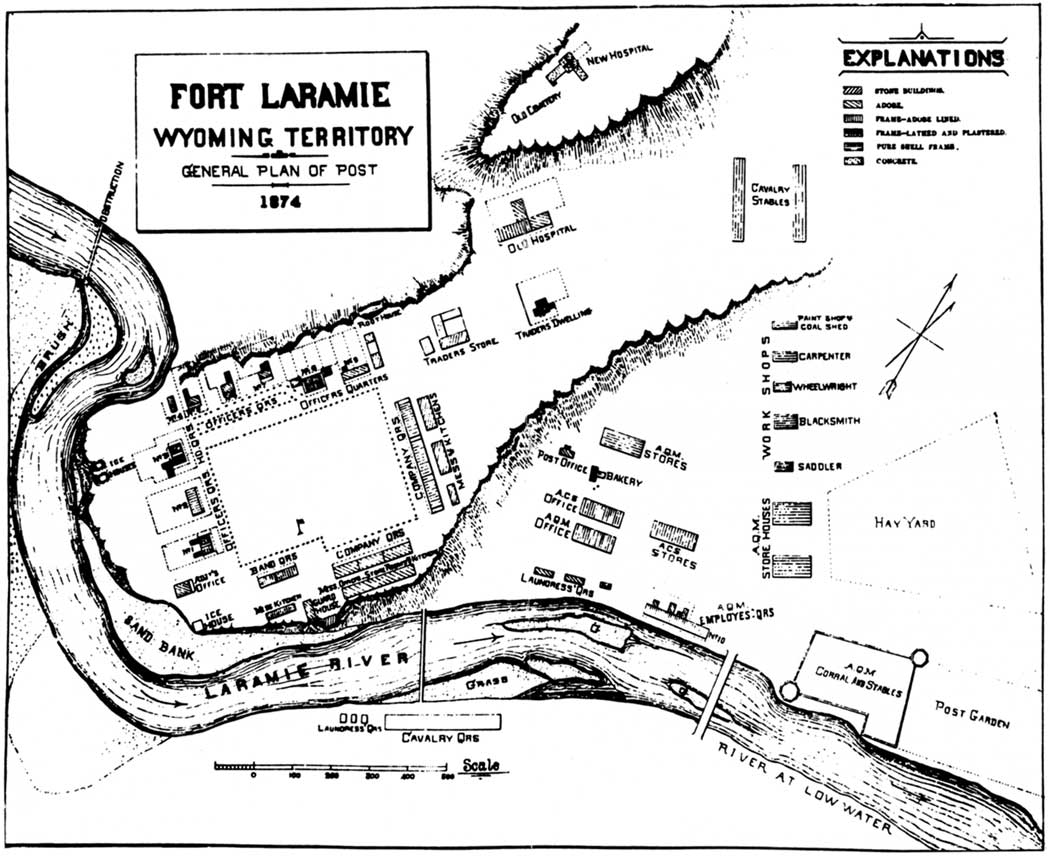
Planta de Fuerte Laramie.

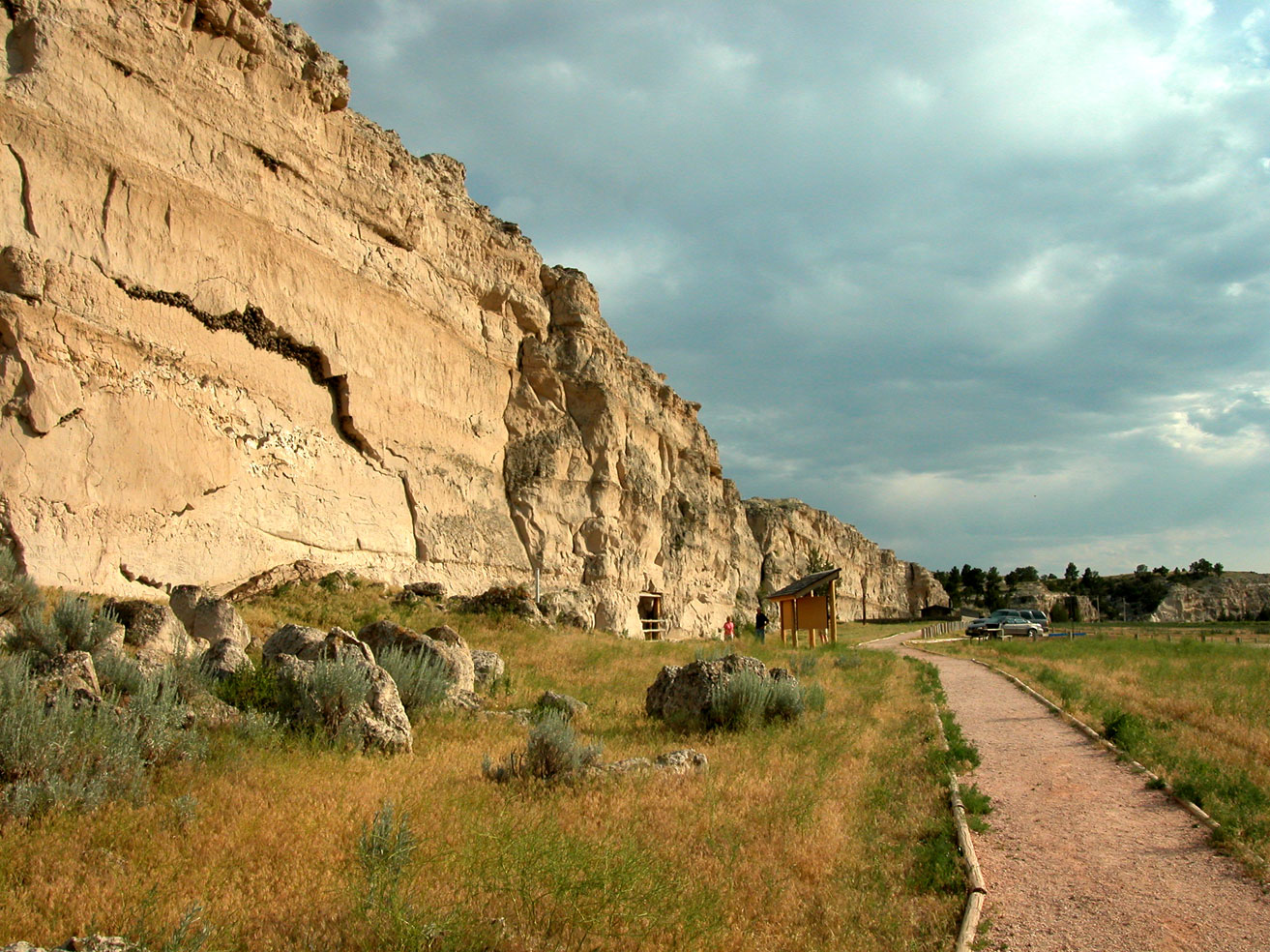
Register-Cliff, o «acantilado de las inscripciones», donde los colonos dejaban inscripciones con sus nombres.

En las llanuras orientales, la ruta del emigrante seguía el río Platte Norte al entrar en Wyoming. La pista remontaba el río aguas arriba de Fuerte Laramie, un destacado puesto militar y de comercio en la región (comprado por el ejército en 1849, antiguamente fuerte William, erigido en 1834). Antes de 1850, la ribera norte del río se consideraba intransitable más allá de Fuerte Laramie, por lo que las caravanas que viajaban por la parte norte del río a través de Nebraska, tenían que emprender un peligroso cruce en el fuerte. Después de cruzar, las caravanas seguían la ruta principal por el lado sur del río 160 km en sentido ascendente, hasta tener que cruzar nuevamente el Platte Norte. 
En 1850 varias caravanas abrieron con éxito un camino a lo largo de la orilla norte del río. Esta nueva ruta, que redujo el riesgo y el costo de cruzar el río dos veces, fue la preferida por todo discurriendo el tráfico desde entonces por el lado norte del río. La ruta septentrional era conocida como la «ruta Child» (Child's Route), ya que fue Andrew Child quien la describió en una guía publicada en 1852. Aguas arriba de Fuerte Laramie, la ruta Child seguía el río Platte Norte atravesando la actual ciudad de Douglas cerca del sitio donde más tarde fue construido en 1867 el puesto militar de Fuerte Fetterman. Este era el punto en el que la ruta Bozeman («Bozeman Trail») comenzaba encaminándose en dirección norte hacia los campos de oro aparecidos en Montana en la década de 1860. 
La ruta meridional también seguía el río Platte a lo largo del borde de las montañas Laramie, hasta una zona cerca de las actuales ciudades de Casper y Glenrock. En 1847, durante la primera emigración mormón, Brigham Young estableció un transbordador cerca de la actual Casper, conocido como ferry Mormón. El año siguiente, el transbordador fue trasladado pocos kilómetros río abajo. El ferry era gratis para los Santos de los Últimos Días, pero cobraba un peaje para los demás usuarios y cada verano, desde 1848 hasta 1852, fue manejado por grupos de mormones. En 1853 John Baptiste Richard construyó un puente de peaje cerca del sitio donde estaban los transbordador, lo que acabó con todos los transbordadores en el Platte Norte. En 1859, Louis Guinard construyó el puente Platte cerca del lugar en que estuvo el primer Ferry Mormón. Guinard también construyó un puesto comercial en un extremo del puente que finalmente se convirtió en el Fuerte Caspar. 
Algunos de los hitos más destacados en este tramo de la ruta son el Ayres Natural Bridge y el Register Cliff, uno de los lugares a lo largo de la pista en Wyoming donde los colonos inscríbian o tallaban sus nombres.

### Río Sweetwater

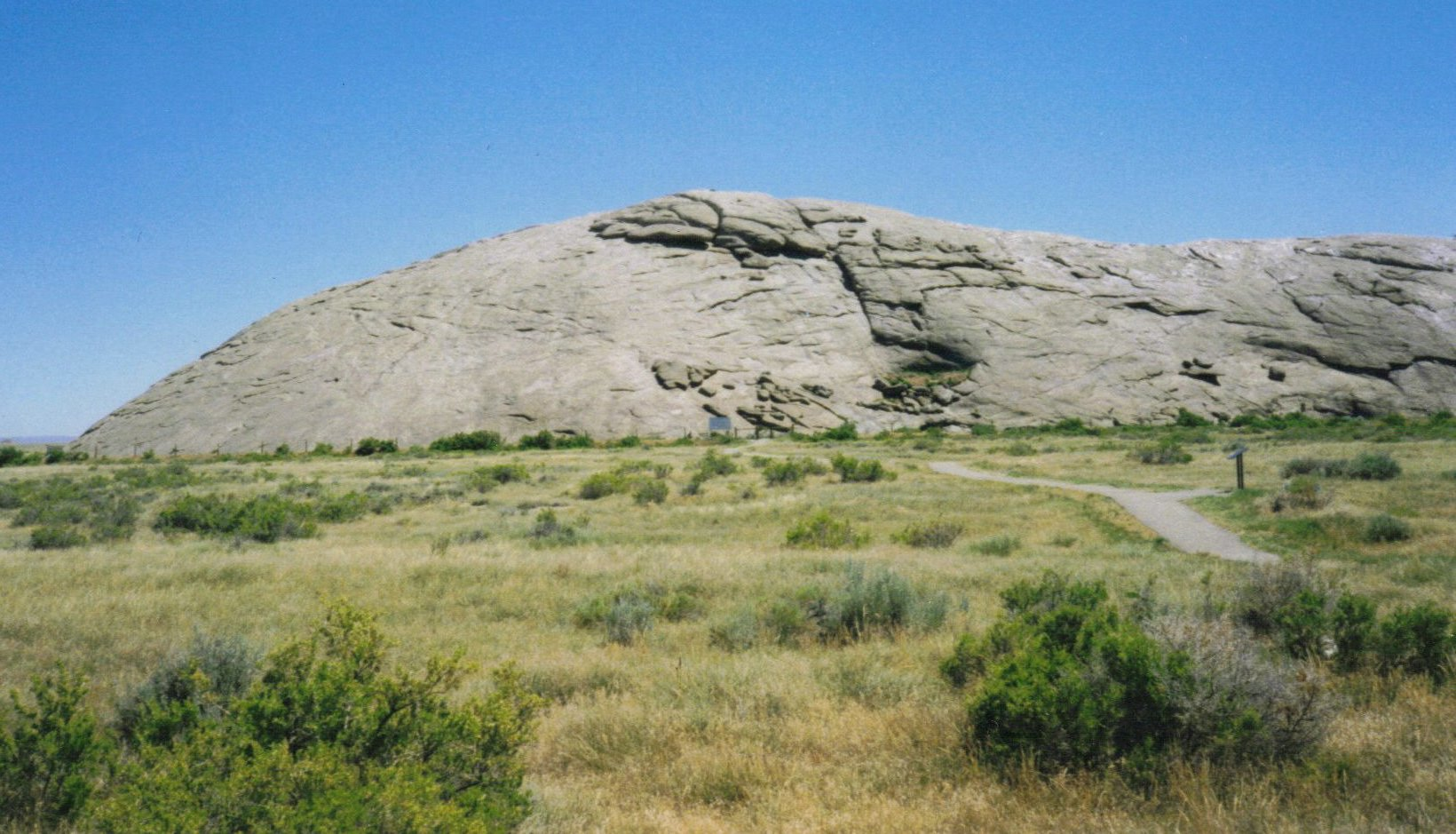
Independence Rock.

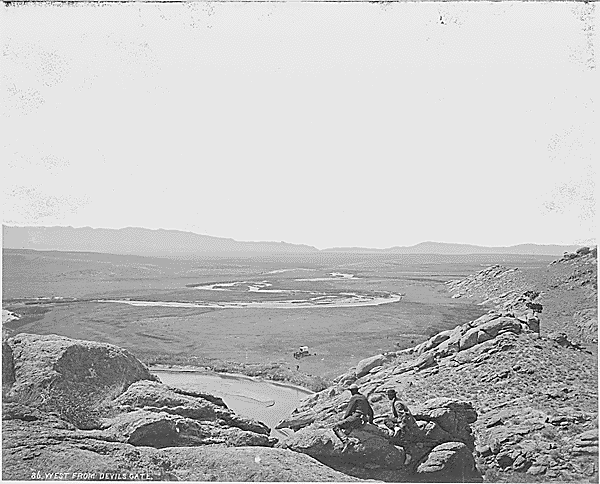
El río Sweetwater en Devil's Gate (puertas del infierno) (1870).

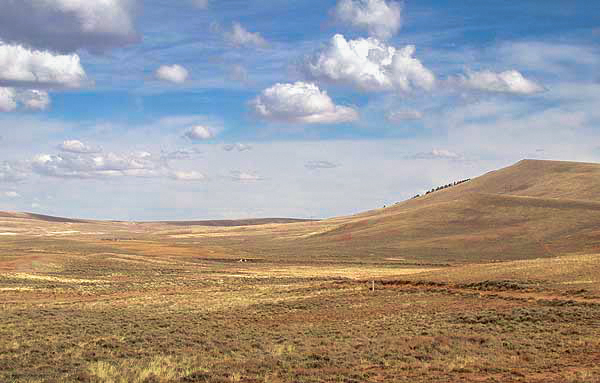
South Pass («paso Sur»), mirando al oeste, hacia Pacific Springs.

Continuando aguas arriba de Casper, el Platte Norte dobla hacia el sur. La ruta original seguía varias millas a lo largo del río hasta Red Buttes, donde una curva en el río formaba un anfiteatro natural dominado por los acantilados de color rojo de las colinas. El río ahí era más fácil de vadear, lo que hacían aquellos que no estaban dispuestos o no podían pagar para cruzar en uno de los transbordadores establecidos aguas abajo. Este era el último buen lugar para un campamento antes de abandonar el río y entrar en una zona sin agua que se extendía entre el Platte Norte y el río Sweetwater. Desde allí los colonos entraban en un tramo difícil llamado Rock Avenue, en su mayoría suelos alcalinos y colinas empinadas hasta alcanzar el río Sweetwater. Los colonos que habían cruzado a la orilla norte del río en Casper seguían una ruta más favorable atravesando un pequeño valle llamado Emigrant Gap («brecha del Emigrante») que les permitía llegar directamente a la cabecera de la Rock Avenue, por encima de Red Buttes, donde volvían a reunirse ambas pistas. 
A su llegada al valle del río Sweetwater, la ruta se encontraba con uno de los hitos más importantes en el camino, Independence Rock («roca Independencia»), una gran roca de 40 m de altura llamada así porque los colonos debían de intentar llegar a ella antes del 4 de julio —Día de la Independencia de los Estados Unidos— para asegurarse que podrían alcanzar su destino (California u Oregón), antes de que llegaran las nieves del invierno. Muchos de los viajeros dejaron sus nombres en la roca, ya sea tallando o pintando con la grasa usada para los ejes de los carros. Se ha estimado que hay más de 50.000 firmas inscritas en Independence Rock. Otros hitos importantes a lo largo del valle del Sweetwater son Split Rock, Devil's Gate y Martin's Cove, donde, en noviembre de 1856, la caravana de la Martin Handcart Company quedó aislada por una copiosa nevada hasta que una partida de rescate procedente de Salt Lake City pudo auxiliarles.
La ruta continuaba hacia el oeste remontando el valle del río Sweetwater, que debía de cruzar nueve veces, incluyendo tres veces dentro de un radio de unos 3 km (2 millas) en el tramo que discurre por el estrecho cañón de las Rattlesnake Hills. Antes del sexto cruce, la ruta pasaba por un sitio inusual, conocido como Ice Slough («hielo Slough»). Una cubierta de turba con vegetación crecía sobre un pequeño arroyo. El arroyo se congelaba en invierno y no descongelaba hasta principios de verano debido a la capa de aislamiento de la vegetación. El hielo era un placer para los colonos que estaban soportando temperaturas superiores a 32 °C en julio. La ruta atravesaba el río Sweetwater tres veces más y se encontraba con una gran colina conocida como Rocky Ridge («cresta rocosa»), en la orilla norte del río. Esta árida y rocosa etapa, de casi 20 km, se consideraba uno de los mayores obstáculos en el camino. La misma tormenta que en noviembre de 1856 había debilitado a la caravana de la Martin Handcart Company dejó también varada a la Willie Handcart Company, en la parte oriental de la cresta. Antes de que el rescate pudiera llegar, 21 personas murieron por congelación por las bajas temperaturas. Tras Rocky Ridge, la ruta descendía una vez más en el valle del Sweetwater, para hacer el noveno y último cruce del río en Burnt Ranch («Rancho Quemado»), siguiendo en adelante la ruta por la ribera sur del río.
En 1853, se estableció una nueva ruta por el lado sur del río, denominada Seminoe Cutoff («atajo Seminoe»). Fue nombrada por el trampero Basil LaJeunesse que era considerado como un seminoe por los indios shoshone. El atajo Seminoe dejaba la pista principal en el sexto cruce y se reincorporaba en Burnt Ranch, superados tanto la cresta de Rocky Ridge como cuatro de los cruces del río, lo que era una ventaja en final de la primavera y comienzo del verano en que el río estaba en periodo de crecidas. La ruta fue muy utilizada en la década de 1850, especialmente por las comunidades mormonas.
Inmediatamente después de cruzar el Sweetwater en Burnt Ranch, la ruta cruzaba la divisoria continental de las Américas por el paso Sur, South Pass. El paso Sur es un paso amplio y muy abierto, paisajísticamente poco destacado, que está entre la cordillera Wind River, al norte, y las Antelope Hills, al sur. Representaba un importante hito en el viaje, indiscutiblemente el más importante, ya que superar el paso Sur significaba que los colonos habían llegado verdaderamente al territorio de Oregón, aunque su destino final estuviera todavía a una gran distancia. El Territorio de Oregón había sido creado en 1848 por el Congreso de los EE. UU. y comprendía todo el territorio situado al oeste de la divisoria continental. Un cercano lugar de acampada, Pacific Springs, a orillas del arroyo Pacific, ofrecía las primeras aguas desde que la ruta había abandonado el río Sweetwater y marcaba el comienzo de un tramo relativamente seco, hasta que los colonos alcanzaran el río Green a más de 64 km de distancia.

### Los ríos arenosos
Dejando Pacific Springs, la pista se dirigía a lo largo del arroyo Pacífico (un río de 58 km de longitud) durante un corto tramo hasta que descendía en picado hacia el Oeste a buscar la intersección del arroyo Dry Sandy, un pequeño arroyo afluente del río Little Sandy, a su vez afluente del río Big Sandy. Fiel a su nombre («sandy», en español arenoso) el agua en el Dry Sandy variaba según la época del año pero se secaba a menudo. Al sur del vado del Dry Sandy, la pista se dividía en dos ramales: la ruta principal, que seguía al sur hasta Fuerte Bridger; y el Sublette Cutoff («atajo Sublette»), que se encaminaba directamente al Oeste hasta el río Green y los valles del río Bear, situados por encima de Fuerte Bridger. El punto en el que ambos caminos divergían se conocía como «Parting of the Ways» (literalmente, «partiendo los caminos»). 
La pista principal, unos 18 km al sur, vadeaba el Little Sandy y en ese punto partía otro camino secundario al atajo Sublette (que luego fue empleado por la ruta del Pony Express, en el que estaba la estación de Litty Sandy).
Luego la ruta principal debía de vadear el río Big Sandy, cerca de la actual ciudad de Farson, y seguía discuriendo a lo largo de la ribera norte de este río hasta su confluencia con el río Green. Vadear el río Green era muy arriesgado, por lo que la mayoría de viajeros utilizaban uno de los varios transbordadores que se fueron estableciendo en ese tramo del río, incluyendo el ferry Lombard y el Robinson Ferry.

### Fuerte Bridger

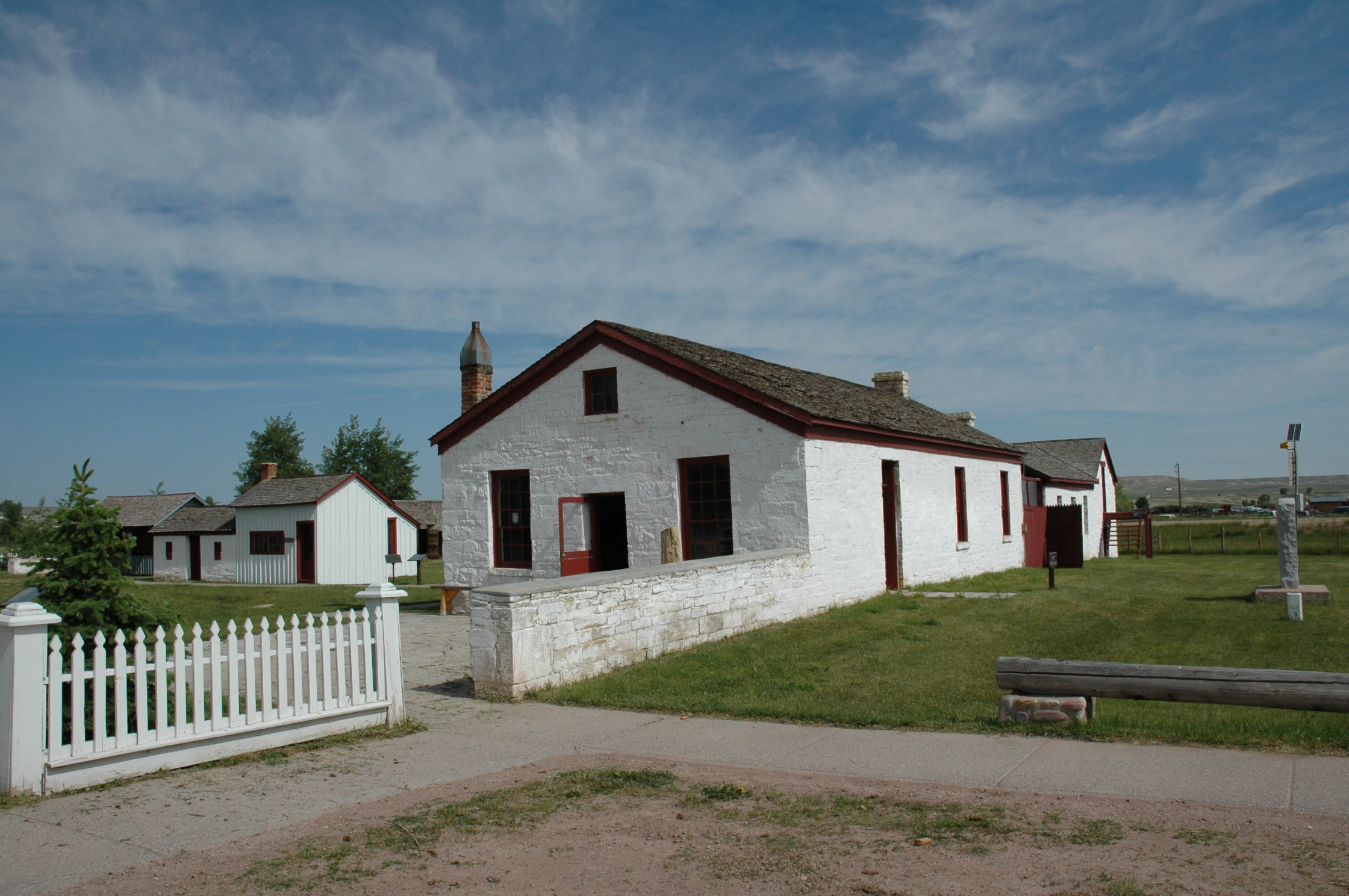
El actual Fuerte Bridger (Ha sido reconstruido tras haber sido incendiado).

Tras cruzar el río Green, la ruta principal seguía en dirección Suroeste, debiendo de cruzar también el río Hams Fork («ramal Jamones») cerca de Granger. Luego seguía el Blacks Fork («ramal Negros») hasta alcanzar Fuerte Bridger. Establecido en 1842 por el legendario hombre de la frontera Jim Bridger y su socio Luis Vásquez, Fuerte Bridger fue un puesto vital para reabastecerse de combustible y un merecido y bienvenido lugar de descanso después de la especialmente difícil etapa del paso del Sur. Incluso después de que se estableciese el atajo Sublette, colonos con destino a Oregón con pocos suministros preferían hacer el viaje más largo y pasar por Fuerte Bridger para reabastecerse. Fuerte Bridger era el punto en que se separaban la ruta Mormón de las rutas de Oregón y Californian. La ruta Mormón seguía al suroeste, vadeando el río Bear y entrando en el actual estado de Utah al sur de la actual ciudad de Evanston. Las otras rutas se dirigían a su vez al Noroeste, cruzando la cordillera Bear River Divide y llegando al valle del río Bear, ya en el límite del lado oeste del actual estado de Wyoming. La ruta se reunía con el atajo Sublette cerca de Cokeville y ambas rutas, juntas, continuaban aguas arriba por el río Bear, internándose por el actual Idaho, en dirección a Fuerte Hall. 
Sublette-Greenwood corte 

### El atajo Sublette-Greenwood
El atajo Sublette-Greenwood fue inaugurado en 1844 por la expedición de Stephens-Townsend-Murphy liderada por los montañeses Caleb Greenwood e Isaac Hitchcock. Fue Greenwood recomendó que la caravana se encaminase hacia el oeste desde el arroyo Little Sandy y atravesase más de 65 km de territorio desierto hasta alcanzar el río Green, para luego cruzar la cordillera hasta el valle del río Bear, salvando así las etapas de Fuerte Bridger y el cruce de la cresta de Bear River Ridge. El recorrido suponía unos 137 km menos, y 7 días, que la ruta principal, pero la decisión de cruzar cerca de 45 millas sin agua antes de llegar al río Green no era para ser tomada a la ligera. Los colonos tenían que decidir entre el ahorro de tiempo y la salud de su ganado. Un viajero lo describió así en su diario de viaje en 1846: 

Estamos preparados para cruzar el atajo al río Green, una distancia de 40 millas sin madera o agua, partiendo el viaje a las 3 de la madrugada y aterrizando en el río Green, a la distancia mencionada, a las 3 en punto del día 19, siendo 24 horas de viaje.
We lay by preparing to Crossing the Cut off to Green river a distance of 40 miles without Wood or Water set out on the Journey at 3AM and landed on Green river the distance aforesaid at 3'Oclock of the 19th it being 24 hours drive

Este atajo alcanzó su mayor popularidad durante la fiebre del Oro de California de la década de 1850, cuando el deseo de llegar cuanto antes a los campos de oro californianos superaba los riesgos. La ruta lleva el nombre de atajo Sublette porque Joseph Ware, en 1849, en su popular guía de la ruta, la llamó así después de que un individuo de nombre Salomon Sublette le informase de la misma, y no por William Sublette, su hermano, como se cree habitualmente. La popularidad de esa guía durante la década de 1850 consolidó el nombre, aunque la mayoría de los estudiosos hoy la conocen como atajo Sublette-Greenwood, en reconocimiento a sus primeros descubridores.
Como en la ruta principal, varios transbordadores operaban cruzando el punto donde el atajo cortaba el río Green, cerca de la actual población de La Barge («La Gabarra»). Los primeros colonos cruzaban el río Green en Names Hill Ford, un vado apenas transitable cuando el agua estaba baja. Más tarde, el ferry de «The Names Hill» ofrecía una alternativa más segura. El cercano ferry Mormón se encontraba una milla río arriba, y el ferry Mountain Man estuvo operando durante los días de la fiebre del Oro. Al oeste del vado, está la zona que dio origen al nombre, Names Hill, otra destacada «zona de grafittis» de los emigrantes, con firmas y otras tallas. Una anotación destacada es la de Bridger («James Bridger, 1844, Trapper»), aunque no está claro si es auténtica, ya que era conocido que era analfabeto. Esa misma colina tiene también algunas pictografías características de las tribus nativas de Norteamérica. 
Un atajo secundario, llamado Kinney Cutoff (atajo Kinney) o atajo del arroyo Slate, dejaba la pista principal cerca del ferry Lombard en el río Green, y alcanzaba el atajo Sublette en la cresta de Slate Creek Ridge. Esta ruta era un poco más larga que el atajo Sublette, pero tenía la ventaja de tener solamente 10 millas sin agua en lugar de los 45 de la ruta Sublette.

### Carretera Lander

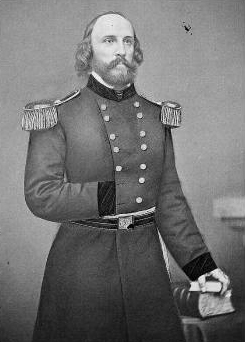
Frederick W. Lander.

En 1857, el aumento del tráfico a lo largo de la ruta del emigrante llevó al gobierno federal a investigar formas de mejorar el camino hacia los estados del oeste. Una expedición bajo el mando de Frederick W. Lander reconoció el terreno y encontró una nueva ruta a partir de Burnt Ranch, el último cruce del río Sweetwater. La nueva ruta se bifurcaba a partir de la pista principal y remontaba el río Sweetwater aguas arriba hacia su cabecera. El camino finalmente cruzaba la divisoria continental al norte del paso Sur y continuaba a través de la boscosa región del extremo sur de la cordillera Wind River. La ruta vadeaba el río Green cerca de Big Piney, y descendía luego al valle del río Salado, saliendo del actual estado de Wyoming cerca de Afton. Ya en el actual Idaho, la ruta seguía hacia el Oeste hasta reurnirse con la ruta principal antes de llegar a Fuerte Hall.
Esta ruta alternativa ofrecía gran cantidad de madera, hierba y agua para los viajeros, y reducía casi 7 días el tiempo de viaje de las caravanas. Los fondos fueron consignados en 1858 y 115 hombres completaron la pista en 90 días, desbrozando la maleza y arbolado y movimiento unos 47.000 m³ de tierra.
Esta carretera, conocida como carretera Lander («Lander Road»), fue el primer proyecto de carretera del gobierno en el oeste y fue inaugurada en 1859. Inmediatamente se convirtió en la principal ruta para todos los colonos, a excepción de la ruta Mormón a Utah, que siguieron viajando por la antigua ruta principal. La carretera Lander se mantuvo en constante uso hasta 1912, cuando los automóviles la hicieron obsoleta